# 能瀬資国
能瀬 資国（のせ すけくに）は、平安時代末期から鎌倉時代初期の武士・官人。能瀬高頼の長男。

## 経歴
治承・寿永の乱の後に没落した多田源氏の一族であったが父の開発した摂津国能勢郡の所領を継承しており、鎌倉期に入ってからも中央官人として蔵人や大学助、豊後守などを務め正五位下に至った（『尊卑分脈』）。能勢氏の先祖にあたる人物であるが、鎌倉幕府の御家人となっていたかは不明で、承久の乱の際の動向も不明である。
多くの子女があり、息子たちも中央の官人として土御門院蔵人などを務めたとされる。また、『尊卑分脈』の記述によると娘の一人は平信範の室となり信仲なる子を儲けたとされるが、同平氏系図では確認出来ず年代的な整合性においても疑問である（別の一女の夫高階光兼の子に高階信仲の名がみえる）。